# Ibalpiel II
Ibalpiel II o Ibal-Pi-El II va ser rei d'Eixnunna conegut com "el príncep" o l'"eixunnaqueu". Era fill i successor de Daduixa.
En guerra contra Ekal·latum, Xamxi-Adad I li va arrabassar Rapiqum. Zimrilim de Mari hi va voler fer un tractat de pau però va tenir un comportament insultant per les tropes mariotes. Consultada la imatge del deu Dagan va advertir que la seva oferta de pau no era genuïna i que buscava la confiança de la deessa Diritum; la pau no es va fer i Ibalpiel es va aliar amb els elamites. Les forces d'Ibalpiel van ser derrotades i rebutjades a les portes d'Andarig. Hauria mantingut el tron fins a la conquesta del regne per Babilònia cap a l'any 1762 aC.